# Google Blog Search

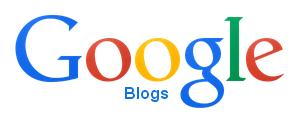

O Blog Search é um serviço do Google especializado para buscas em blogs. Os bots do Blog Search parecem ser mais rápidos do que o Googlebot padrão, pois atualizações feitas em blogs, muitas vezes se tornam disponíveis em poucas horas ao contrário das semanas levadas pelo Googlebot padrão.
As buscas no Blog Search são feitas de maneira idêntica ao Google Search, digitando os termos procurados no campo de busca e vendo os resultados mais relevantes relacionados ao tema. O Blog Search vigia diversos serviços de blogs no mundo como Blogger, Live Journal, Weblog, etc.